# Wilhelm Probst (Pädagoge, 1871)
Wilhelm Probst (* 30. Oktober 1871 in Holzminden; † 26. August 1957 in Bremen) war ein deutscher Pädagoge und Sportfunktionär in Bremen.

## Biografie
Wilhelm Probst war der Sohn eines Lokomotivführers. Er besuchte das Herzogliche Gymnasium Holzminden. Von 1892 bis 1896 studierte er Deutsche Geschichte, Geographie und Französisch an der Universität Leipzig, der Universität Heidelberg und der Universität Berlin. Er trat in Berlin in den Akademischen Turnbund ein.
1898 wurde er wissenschaftlicher Hilfslehrer und 1899 Oberlehrer an der Realschule in der Altstadt von Bremen. 1914 wurde ihm der Titel eines Professors durch den Bremer Senat verliehen.
Probst war Mitglied im Allgemeinen Bremer Turnverein von 1860 (ABTV) und ab 1900 im neu gegründeten TV Eiche Horn von 1899. Hier war er Turnwart und ab 1909 Vorsitzender. Der Verein gehörte der Deutschen Turnerschaft (DT) an, Dachverband der bürgerlichen Turnvereine. In der DT war er ab 1913 Vertreter für den regionalen Gau. Ab 1911 war er der örtliche Vertreter des neuen Jungdeutschland-Bundes, ein bürgerlicher Jugendverband zur Wehrerziehung der deutschen Jugend.
Im Ersten Weltkrieg diente er als Hauptmann und war zuletzt Kommandeur eines Bataillons.
Nach 1918/19 hatte Probst wesentlichen Anteil bei der Gründung des Bremer Bundes für Leibesübung und Jugendpflege, in dem die bürgerlichen Sportvereine vertreten waren. Er wurde Vorsitzender des Bundes und vertrat Bremen im entsprechenden Reichsbund in Berlin. Ab 1922 leitete er das neue Amt für Leibesübung in Bremen (später Sportamt). Dafür wurde er als Studienrat freigestellt und 1933 zum Oberregierungsrat befördert. Er war u. a. verantwortlich für die Ausbildung der Turnlehrer, für das Schulturnen und für die öffentlichen Sportanlagen. Von 1902 bis 1933 war er Mitglied in der Loge Friedrich Wilhelm zu Eintracht; das führte u. a. im Dezember 1934 zu seiner Beurlaubung durch die Nationalsozialisten, die 1933/34 auch die Sportorganisationen „gleichschalteten“. Er musste deshalb auch seine anderen Sportfunktionen niederlegen.